# Sean Ogirri
Sean David Ogirri Then (nacido el 21 de febrero de 1986 en el Bronx, Nueva York) es un jugador de baloncesto dominico-estadounidense que en la actualidad milita en el Cocinas.com logroñés de la liga LEB Oro. Mide 1.85 y juega de base.

## Perfil del jugador
Aunque suele jugar de base, posee un gran talento anotador, lo que le permite jugar de escolta. Su tiro es una de sus armas principales, destacando también por su excelente manejo de balón y por su gran visión de juego, lo que le permite dar un gran número de asistencias. Aunque la intensidad defensiva no es algo por lo que se caracterice, tiene un especial talento para robar balones.